# Aggro Berlin
Aggro Berlin var et selvstændigt tysk hip-hop pladeselskab fra Berlin der eksistede fra den 1. januar 2001 til den 1. april 2009.. Aggro Berlin består af rapperne: Sido, B-Tight, Fler, Tony D, og Kitty Kat.

## Historie
Pladeselskabet blev grundlagt i 2001, og de første kunstnere i Aggro Berlin var Sido og B-Tight, kort efter blev også Bushido medlem, som senere skiftede til Universal og efter det til Sony BMG.
Aggro Berlin er kendt for at lave musik med ekstremt aggressive tekster. Teksterne bliver kritiseret for at være kvindeundertrykkende og homofobisk, og teksterne handler meget om sex, stoffer, våben og om livet i MV (Märkisches Viertel) som er en bydel i Berlin, og bliver af tyske hiphopere beskrevet som en ghetto.
I 2004 blev Sido's debutalbum Maske solgt over 100.000 gange på få måneder og nåede Guldstatus i Tyskland, og i september i 2004 fik Sido Comet-prisen i kategorien for 'bedste nykommer'. Siden det har Aggro Berlin været et af de mest kendte pladeselskaber i Tyskland.
Det tidligere Aggro Berlin medlem Bushido (også Sonny Black) forlod Aggro Berlin i Juni i 2004, og efter det har Bushido lavet en række "Disstracks" mod Aggro Berlin, specielt Fler, og også mod de rappere som senere har samarbejdet med Aggro Berlin. Aggro Berlin har også lavet mange "Disstracks" mod Bushido og medlemmerne af Ersguterjunge.

## Kunstnere
| Navn      | Beskæftigelse(r)    | Aktiv periode |
| --------- | ------------------- | ------------- |
| Sido      | Rapper and producer | 2001-2009     |
| B-Tight   | Rapper              | 2001-2009     |
| Bushido   | Rapper and producer | 2001-2004     |
| Fler      | Rapper              | 2003-2009     |
| G-Hot     | Rapper              | 2005-2007     |
| Tony D    | Rapper              | 2005-2009     |
| Kitty Kat | Rapper              | 2006-2009     |

## Aggro
Ordet Aggro er tysk slang og betegner en person som har en aggressiv indstilling.

## Sektenmuzik
Sido grundlagde i 2007 pladeselskabet Sektenmuzik for Sido og B-Tight's gruppe Die Sekte, Tony D er også medlem i Die Sekte.

## Udgivelser

### Album
| År   | Titel                            | Kunstnere                                  | Hitposition | Hitposition | Status |
| År   | Titel                            | Kunstnere                                  | Tyskland    | Østrig      | Status |
| ---- | -------------------------------- | ------------------------------------------ | ----------- | ----------- | ------ |
| 2001 | Splash Special                   | A.i.d.S.                                   |             |             |        |
| 2001 | Das Mic und ich                  | A.i.d.S.                                   |             |             |        |
| 2002 | Alles ist die Sekte: Album Nr. 3 | A.i.d.S.                                   |             |             |        |
| 2002 | Aggro Ansage Nr. 1               | Aggro Berlin                               |             |             |        |
| 2002 | Carlo, Cokxxx, Nutten            | Sonny Black (Bushido) & Frank White (Fler) |             |             |        |
| 2002 | Der Neger (in mir)               | B-Tight                                    |             |             |        |
| 2002 | Aggro Ansage Nr. 2               | Aggro Berlin                               |             |             |        |
| 2003 | Garnich so schlimm               | A.i.d.S.                                   |             |             |        |
| 2003 | Vom Bordstein bis zur Skyline    | Bushido                                    | 87          |             |        |
| 2003 | Aggro Ansage Nr. 3               | Aggro Berlin                               |             |             |        |
| 2004 | Maske                            | Sido                                       | 3           |             | Guld   |
| 2004 | Aggro Ansage Nr. 4               | Aggro Berlin                               | 9           |             | Guld   |
| 2005 | Neue Deutsche Welle              | Fler                                       | 5           |             |        |
| 2005 | Heiße Ware                       | B-Tight & Tony D                           |             |             |        |
| 2005 | Dein Lieblingsalbum              | Deine Lieblingsrapper                      | 2           |             |        |
| 2005 | Aggro Ansage Nr. 5               | Aggro Berlin                               | 7           |             | Guld   |
| 2006 | Trendsetter                      | Fler                                       | 4           |             |        |
| 2006 | Ich                              | Sido                                       | 4           |             | Guld   |
| 2007 | Willkommen in Abschaumcity       | MC Bogy                                    | 92          |             |        |
| 2007 | Neger Neger                      | B-Tight                                    | 6           |             |        |
| 2007 | Eine Hand wäscht die Andere      | Sido                                       | 21          |             |        |
| 2007 | Airmax Muzik                     | Fler                                       | 13          |             |        |
| 2007 | Alles oder Nichts                | Jom & Said                                 |             |             |        |
| 2007 | Totalschaden                     | Tony D                                     | 21          |             |        |
| 2007 | Ghetto Romantik                  | B-Tight                                    | 54          |             |        |
| 2007 | Auferstanden aus Ruinen          | Joe Rilla                                  |             |             |        |
| 2008 | Fremd im eigenen Land            | Fler                                       | 7           |             |        |
| 2008 | Ich und meine Maske              | Sido                                       | 1           |             | Guld   |
| 2008 | Südberlin Maskulin               | Frank White (Fler) & Godsilla              | 22          |             |        |
| 2008 | Goldständer                      | B-Tight                                    | 36          |             |        |
| 2008 | Aggro Anti Ansage Nr. 8          | Aggro Berlin                               | 25          |             |        |
| 2009 | Fler                             | Fler                                       |             |             |        |

### Singler
| År   | Tiel                            | Kunstnere                              | Hitposition | Hitposition | Album                         |
| År   | Tiel                            | Kunstnere                              | Tyskland    | Østrig      | Album                         |
| ---- | ------------------------------- | -------------------------------------- | ----------- | ----------- | ----------------------------- |
| 2003 | "Bei Nacht"                     | Bushido                                |             |             | Vom Bordstein bis zur Skyline |
| 2003 | "Gemein wie 10"                 | Bushido                                |             |             | Vom Bordstein bis zur Skyline |
| 2004 | "Mein Block"                    | Sido                                   | 13          |             | Maske                         |
| 2004 | "Arschficksong"                 | Sido                                   |             |             |                               |
| 2004 | "Fuffies im Club"               | Sido                                   |             |             | Maske                         |
| 2004 | "Aggroberlina"                  | Fler                                   | 59          |             |                               |
| 2005 | "Mama ist stolz"                | Sido                                   |             |             |                               |
| 2005 | "NDW 2005"                      | Fler                                   | 9           |             | Neue Deutsche Welle           |
| 2005 | "Steh wieder auf"               | Deine Lieblings Rapper                 | 12          |             | Dein Lieblings Album          |
| 2005 | "A.G.G.R.O./Nach eignen Regeln" | B-Tight feat. G-Hot & Tony D           | 22          |             |                               |
| 2005 | "Aggroberlin Zeit"              | B-Tight feat. G-Hot & Tony D           |             |             | Aggro Ansage Nr. 5            |
| 2006 | "Wahlkampf"                     | Sido feat. G-Hot                       |             |             |                               |
| 2006 | "Papa ist zurück"               | Fler                                   | 23          |             | Trendsetter                   |
| 2006 | Cüs Junge                       | Fler feat. Muhabbet                    | 51          |             |                               |
| 2006 | X-Tasy                          | B-Tight                                |             |             |                               |
| 2006 | Straßenjunge                    | Sido                                   | 20          |             | Maske                         |
| 2006 | Weihnachtssong 2006             | Sido                                   |             |             |                               |
| 2007 | Teil von mir                    | Sido                                   | 14          |             | Ich                           |
| 2007 | Ich bins                        | B-Tight                                | 45          |             |                               |
| 2007 | Schlechtes Vorbild              | Sido                                   | 18          |             | Ich                           |
| 2007 | Der Coolste                     | B-Tight                                |             |             |                               |
| 2007 | Totalschaden                    | Tony D                                 |             |             | Totalschaden                  |
| 2008 | Deutscha Bad Boy                | Fler                                   | 16          |             |                               |
| 2008 | Augen auf/Halt dein Maul        | Sido                                   | 7           |             | Ich und meine Maske           |
| 2008 | Carmen                          | Sido                                   |             |             | Ich und meine Maske           |
| 2009 | "Beweg dein Arsch"              | Sido feat. Scooter, Kitty Kat & Tony D |             |             | Ich und meine Maske           |
| 2009 | "Check mich aus"                | Fler                                   |             |             | Fler                          |
| 2009 | "Ich sing nicht mehr für dich"  | Fler feat. Doreen Steinert             |             |             | Fler                          |